# Operação Horev

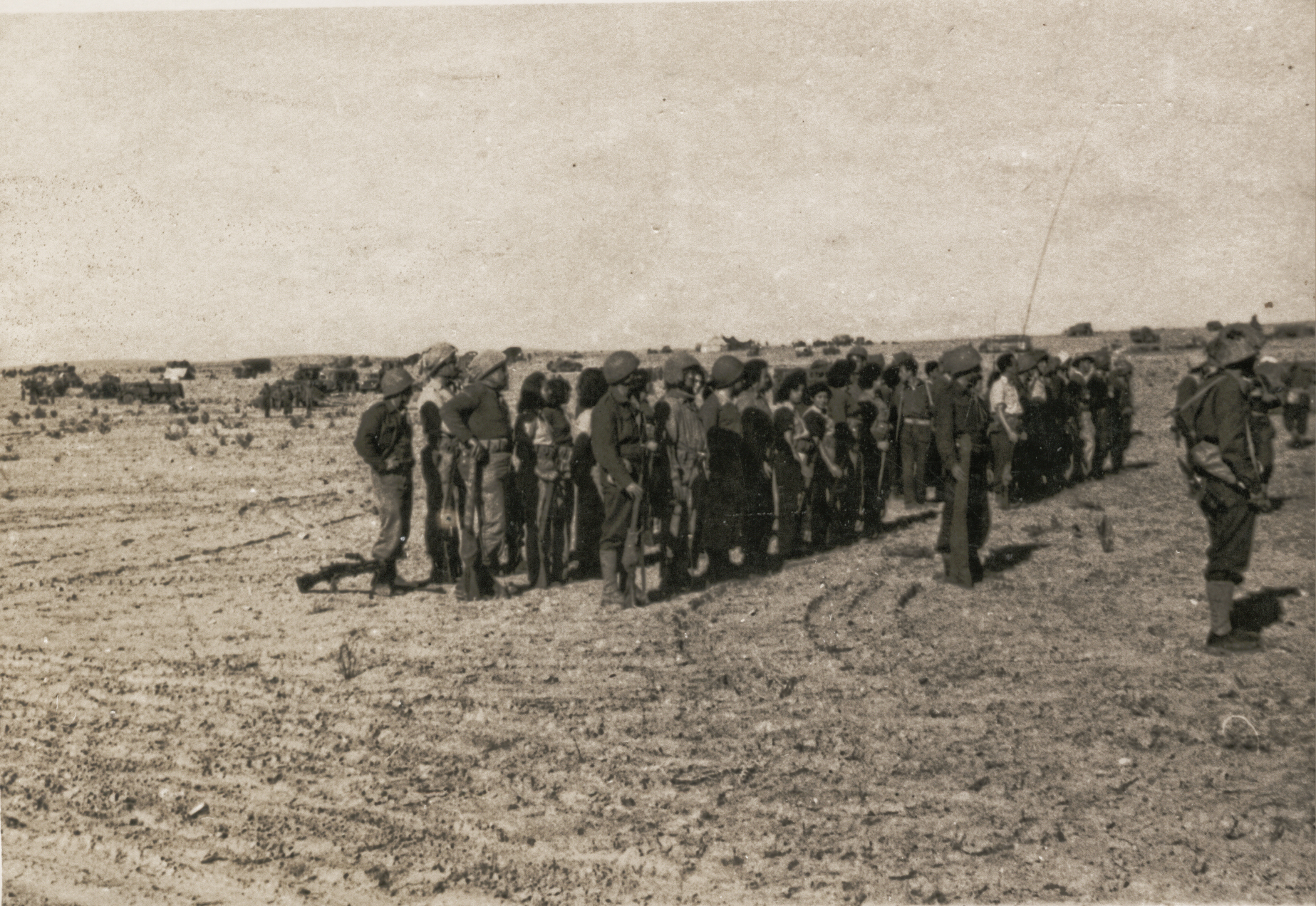
Comandante da partida pioneira na Operação Horev.

A Operação Horev foi uma ofensiva em larga escala contra o Exército Egípcio no Negev Ocidental no final da Guerra Árabe-Israelense em 1948 e 1949. Seu objetivo era prender o Exército Egípcio na Faixa de Gaza. A operação começou em 22 de dezembro de 1948 e terminou em 7 de janeiro de 1949, depois que os britânicos ameaçaram intervir.
Horev é o nome dado nas Escrituras para o Monte Sinai, onde os israelitas acamparam por um ano (Êxodo 3:1 e Salmos 106:19): na linguagem moderna é chamado de Jebel Musa ("Monte de Moisés" em árabe).

## Objetivos

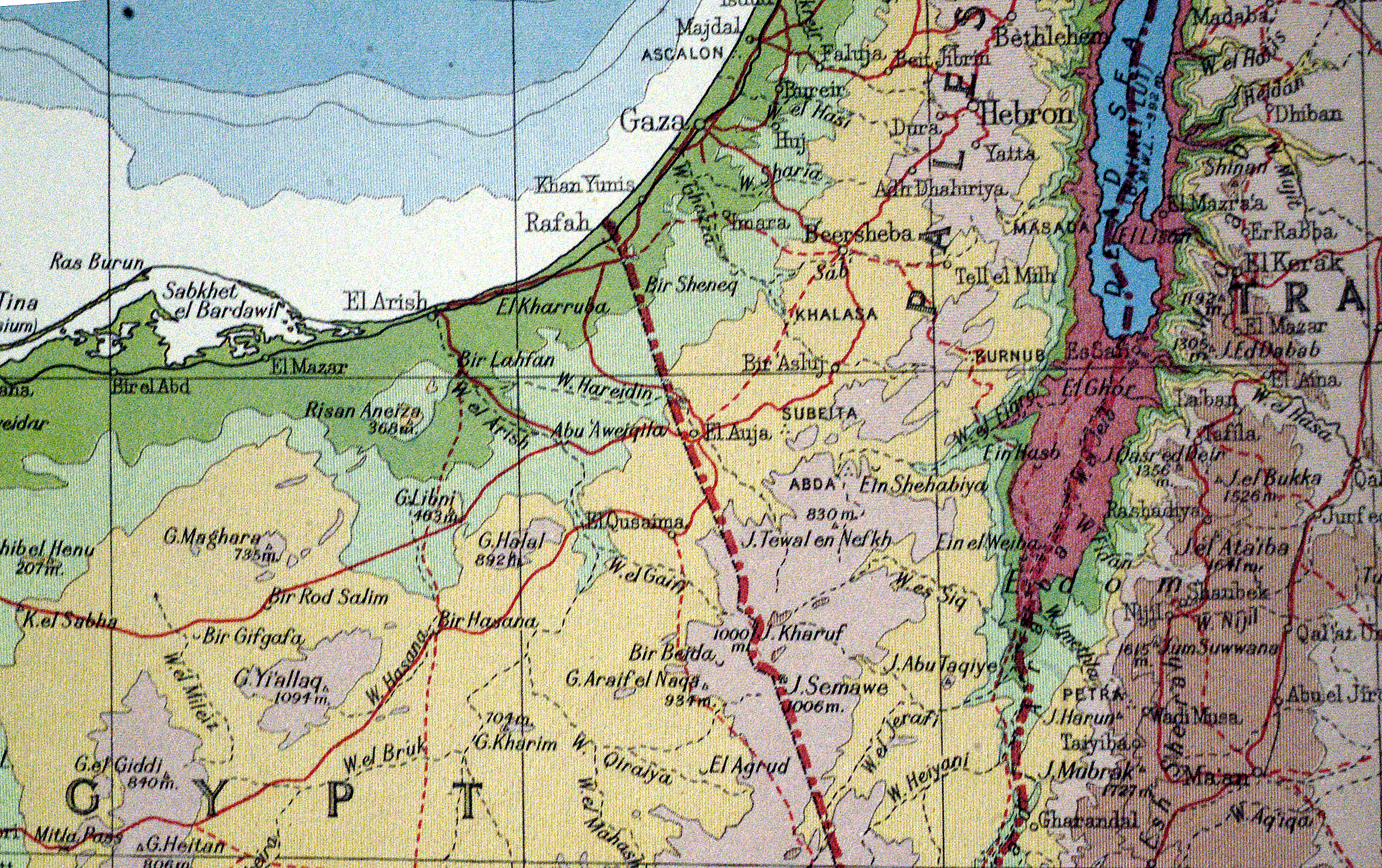
Al-Auja com estradas para Rafah e el-Arish.

O primeiro objetivo da ofensiva foram as unidades do exército egípcio defendendo al-Auja na fronteira entre a Palestina e o Egito. De lá, o maior impulso foi para as bases do exército egípcio em El-Arish. Isso prenderia a maioria do exército egípcio na Faixa de Gaza.
O comandante da operação era Yigal Alon. Cinco brigadas israelenses estiveram envolvidas: A 8ª Brigada Blindada comandada por Yitzhak Sadeh; a Brigada Negev; a Brigada Golani; a Brigada Harel; e a Brigada Alexandroni. Sua tarefa era manter o cerco da brigada egípcia de 4.000 homens em Faluja. Os egípcios tinham mais duas brigadas na área de Gaza e mais uma brigada na fronteira perto de El-Arish.

## Campanha

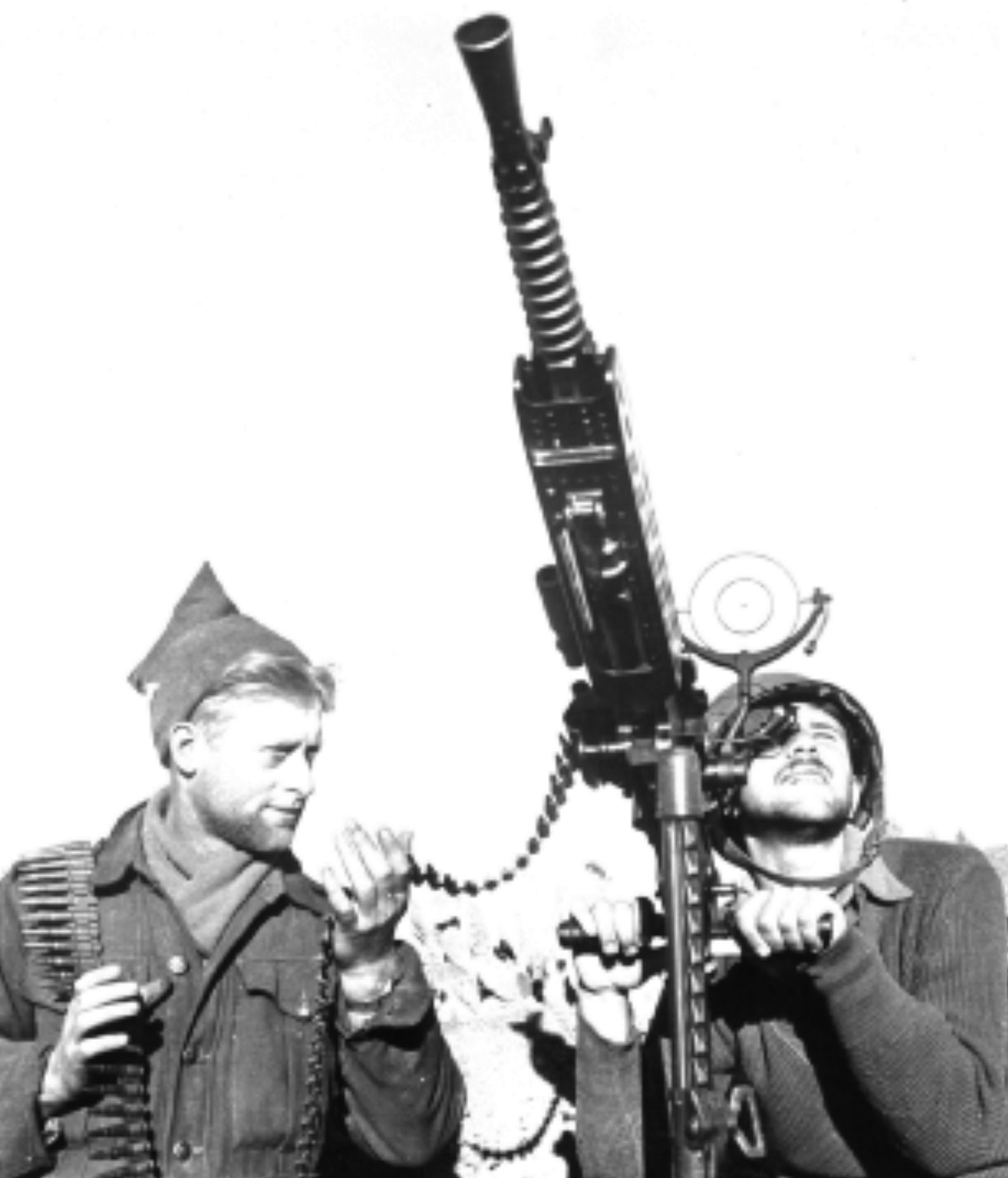
Um posto de metralhadora anti-aérea israelense durante a Operação Horev.

Em 22 de dezembro, um batalhão da Brigada Golani lançou um ataque diversivo a posições próximas à estrada Gaza-Rafah. Em preparação para a ofensiva, o exército israelense conseguiu abrir uma rota através do deserto, contornando as defesas na estrada de Beersheba para al-Auja. Em 27 de dezembro de 1948, a Brigada Blindada atacou al-Auja deste lado inesperado. Após 24 horas de luta, os egípcios se renderam em desordem. Com esta vitória, Alon percebeu que não havia defesas egípcias deixadas a oeste de el-Arish e estava preparado para capturar toda a península do Sinai. A Brigada Negev seguiu os tanques da 8ª Brigada pela fronteira egípcia na noite de 28 de dezembro e avançou em direção a El-Arish. Em 30 de dezembro de 1948, eles estavam nos arredores do aeródromo da cidade. Ao mesmo tempo, unidades da Brigada Harel avançaram para o oeste, para o Sinai. Em 29 de dezembro, o Conselho de Segurança das Nações Unidas ordenou um cessar-fogo.

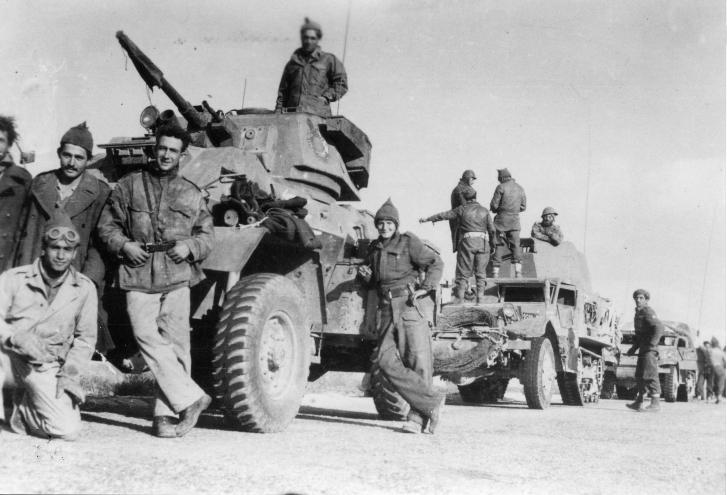
Brigada Negev durante a Operação Horev.

## Resultado
Antes que pudesse completar seu objetivo, Allon foi instruído pelo primeiro-ministro israelense, David Ben-Gurion, a se retirar do Egito imediatamente. O governo britânico ameaçou invocar o Tratado de Amizade Anglo-Egípcio de 1936 e se envolver diretamente. Sob protesto, mas por insistência de Ben-Gurion, os israelenses se retiraram. Em 3 de janeiro, eles lançaram um ataque às defesas egípcias em Rafah com o mesmo objetivo de prender o exército egípcio. Após três dias de luta em torno de Rafah, o governo egípcio anunciou em 6 de janeiro de 1949 que estava disposto a entrar em negociações de armistício. No mesmo dia, a Força Aérea de Israel abateu cinco Spitfires da RAF em patrulha na área, matando dois pilotos e fazendo mais dois prisioneiros. Os britânicos moveram reforços para Aqaba. Apesar dos protestos do exército, Israel aceitou o cessar-fogo em 7 de janeiro.
No Acordo de Armistício final, al-Auja foi transformada em zona desmilitarizada.